# 의령 충익사 모과나무
의령 충익사 모과나무(宜寧 忠翼祠 모과나무)는 대한민국 경상남도 의령군 의령읍 중리, 충익사에 있는 모과나무이다. 1987년 5월 19일 경상남도의 기념물 제83호 충익사 모과나무로 지정되었다가, 2018년 12월 20일 현재의 명칭으로 변경되었다.

## 개요
모과나무는 본래 중국의 원산지이며 우리나라 전역에서 과수 또는 관상용으로 오래 전부터 심어온 나무이다. 꽃은 5월에 연한 홍색으로 피며 열매는 원형 또는 타원형으로 9월에 황색으로 익는데 향기와 맛이 그윽하다.
충익사 모과나무의 나이는 500년 정도로 추정되며, 높이는 8.5m, 둘레는 3m이다. 나무의 줄기가 근육모양으로 울퉁불퉁하게 골이 패여 있는데, 오래된 모과나무에서만 볼 수 있는 특이한 형태이다.
이 모과나무는 수성마을을 지켜주고 보호하던 당산목으로 토속신앙의 대상이었으나 1978년에 곽재우 장군 유적지 정화사업을 실시할 때 충익사로 옮겨 졌다.

## 참고 자료
- 의령 충익사 모과나무 - 국가유산청 국가유산포털